# Il perdente radicale
Il perdente radicale (titolo originale: Schreckens Männer. Versuch über den radikalen Verlierer) è un saggio del tedesco Hans Magnus Enzensberger, pubblicato per la prima volta nel 2006.
Nel saggio, l'autore traccia il profilo del perdente radicale di ogni tempo, dal combattente nazista al terrorista islamico. Secondo Enzensberger, il perdente radicale è quasi sempre un soggetto maschile, umiliato e sconfitto, che introietta il giudizio negativo di chi lo circonda, e che ha come ultimo obiettivo non la vittoria ma lo sterminio e il suicidio collettivo.
Il perdente radicale è destinato, prima o poi, ad "esplodere" per ripagare il suo stato di frustrazione e ad attuare pratiche di distruzione e autodistruzione: perdente radicale è il padre che stermina la famiglia, il soldato nazista, il kamikaze islamista che progetta il suicidio dell'intera civiltà.
Secondo Enzensberger, la figura del perdente radicale si incarna oggi, a livello globale, nel fondamentalista islamico che da secoli riceve le umiliazioni dell'Occidente, al quale però è allo stesso tempo strettamente legato:
(Il perdente radicale, Hans Magnus Enzensberger)
L'autore si interroga anche sulle ragioni della crescita del numero di perdenti radicali nella società contemporanea, avanzando una teoria secondo la quale il progresso non ha eliminato la precarietà della condizione umana, ma l'ha solamente modificata:
(Il perdente radicale, Hans Magnus Enzensberger)
Enzensberger conclude il saggio affermando che i perdenti radicali e i loro attentati rappresentano un permanente rischio latente, pur essendo improbabile che, nella realtà di oggi, essi riescano a universalizzare e perpetuare senza limiti il loro culto della morte.

## Edizioni
- Hans Magnus Enzensberger, Il perdente radicale, (tr. Picco E.), Einaudi, 2007,  pp. 73, ISBN 978-88-06-18555-8.